# Griselda Gambaro

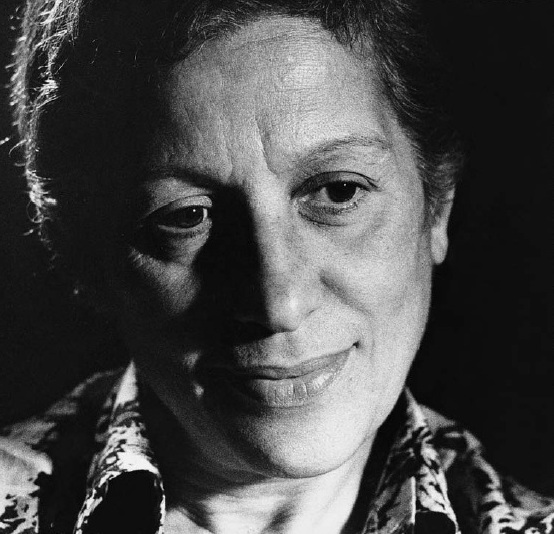
Griselda Gambaro, 1970

Griselda Gambaro (* 28. Juli 1928 in Buenos Aires) ist eine argentinische Dramatikerin und Schriftstellerin.

## Leben
Aufgewachsen in einer Einwandererfamilie mit italienischen Wurzeln, in kleinbürgerlichen Verhältnissen (ihr Vater war Postbeamter) mit vier älteren Brüdern, besuchte Griselda Gambaro zunächst das Gymnasium in Buenos Aires. Von 1943 an arbeitete sie bei einem Verlag, von 1947 bis 1956 war sie Buchhalterin bei einem Sportklub. Erst als sie den Bildhauer Juan Carlos Distéfano heiratete, der gewissermaßen ihr privater Sponsor wurde, konnte sie sich aus der Arbeitswelt zurückziehen und sich – neben Haushalt und Erziehung zweier Kinder – dem Schreiben widmen.
1970 lebte sie ein Jahr lang in Rom, daneben absolvierte sie häufige Auslandsaufenthalte bei Vortragsreisen in den USA, Kanada und Europa (z. B. Yale University, New York University, Maryland, Texas, Berkeley, Irvine, Montreal, Ottawa etc.). Sie war auch auf Theaterfestivals in Caracas, Paris, Cuenca, Bordeaux, Puebla (Mexiko) und Berlin vertreten. Im Oktober 1987 wurde am Dartmouth College, Hanover (New Hampshire), ein eigenes Symposium über ihr Werk abgehalten, an dem die Autorin neben Spezialisten aus mehreren Ländern teilnahm. Während der argentinischen Militärdiktatur musste die Autorin für einige Jahre ins Exil gehen, nachdem ihr Roman Ganarse la muerte per Dekret verboten worden war, weil er gegen Sitte und Anstand und gegen die Institution Familie verstoße; so lebte sie zwischen 1977 und 1980 in Barcelona. Sie beteiligte sich auch mit dem Theaterstück "Decir sí" (Ja sagen) an der gegen das Militärregime gerichteten Veranstaltung Teatro Abierto, 1981 im Teatro Picadero in Buenos Aires.
2010 war sie eine der offiziellen Hauptrednerinnen auf der Frankfurter Buchmesse, die dem Gastland Argentinien gewidmet war.

## Auszeichnungen und Preise
Für ihr Werk wurde Griselda Gambaro mit zahlreichen Preisen ausgezeichnet:
- Premio Fondo Nacional de las Artes für Madrigal en ciudad 1963
- Premio Emecé für El desatino 1964
- Primer Premio Municipal de Teatro der Stadt Buenos Aires 1968
- Premio Argentores 1968, 1976, 1992, 1996
- Guggenheim-Stipendium für die Gattung Roman 1981/82
- Premio Kónex Diploma al Mérito 1984, 1994 und 2004
- Premio de la Fundación Torcuato Di Tella 1988 für ihr dramatisches Gesamtwerk
- Premio de la Asociación de Críticos e Investigadores Teatrales 1990 für "Penas sin importancia"
- Premio Nacional de Teatro 1992
- Medalla de la Cátedra Giacomo Leopardi de la Universidad de Buenos Aires 1994
- Premio de la Academia Argentina de Letras 1998
- Premio Clarín Espectáculos 2002
- Premio Kónex de Platino 2004
- Ehrendoktorat des Instituto Universitario Nacional del Arte (IUNA) Buenos Aires 2011

## Werke
Griselda Gambaro widmet sich in ihren Werken häufig der repressiven Politik und dem gesellschaftlichen Umfeld Argentiniens. Obwohl sie auch Romane und Erzählungen veröffentlicht hat, ist sie heute vor allem als Theaterautorin über die Grenzen ihres Landes hinaus bekannt, ihre Stücke wurden auf vielen Bühnen Lateinamerikas und Spaniens, aber auch in vielen europäischen Ländern aufgeführt. Im Allgemeinen gilt sie als Vertreterin des Absurden Theaters, was aber nur zum Teil zutrifft, da sie stets eine konkrete Kritik an einer konkreten Gesellschaft dramatisch umsetzt und selbst größten Wert auf den Realismusanteil in ihren Dramen legt.
Oft lässt sie die verschiedenen Ebenen des Theaterstückes, Dramentext und nonverbalen Code, einander widersprechen, so z. B. in El campo, wo sich dies schon in der Titelwahl ausdrückt: Mit "campo" kann zwar im Spanischen eine ländliche Idylle gemeint sein oder auch ein Ferienlager für Kinder, doch im Verlauf der Handlung wird klar, dass Assoziationen zu Militärischem bzw. zu einem Konzentrationslager angebrachter sind: Die Aufseher tragen SS-Uniformen, die Pianistin Emma hat kurz geschorenes Haar und wird von ihren Peinigern aufs Äußerste erniedrigt. Passivität und Gutgläubigkeit der Opfer tragen in Gambaros Werken das Ihre dazu bei, dass die Machthaber leichtes Spiel mit ihnen haben. So auch im Roman Ganarse la muerte (Sich den Tod verdienen, Ausschnitte deutsch 1993), in dem das Waisenkind Cledy schutzlos der Grausamkeit von Familie und Folterern ausgesetzt ist. Überhaupt werden familiäre und politische Gewalt im Werk Gambaros häufig miteinander in Beziehung gesetzt; schwarzer Humor ist eines der Markenzeichen Gambaros. Mit Información para extranjeros (Information für Ausländer) lässt sich die Autorin auf interessante Neuerungen in der Aufführungstechnik ein, da die Zuschauer nicht wie sonst von der Bühne getrennt sitzen, sondern durch ein Labyrinth von Räumen geführt werden, in denen sich diverse Folterszenen abspielen. Anspielungen auf Frankenstein finden sich in Roman und Drama Nada que ver (con otra historia), 1972. Antígona furiosa (Urauff. 1986) und La casa sin sosiego (Urauff. 1992) wurden als Kammeroper von Jorge Liderman bzw. Gerardo Gandini vertont; daneben gibt es auch mehrere Hörspiel-Bearbeitungen von Werken Gambaros.

### Romane
- Una felicidad con menos pena. Buenos Aires: Ed. Sudamericana, 1967.
- Nada que ver con otra historia. Buenos Aires: Ed. Noé, 1972. 2. Aufl.: Buenos Aires: Torres Agüero, 1987.
- Ganarse la muerte. Buenos Aires: Ed. de la Flor, 1976 (dt. Ausschnitt unter dem Titel "Sich den Tod verdienen" in Torturada, hg. von Erna Pfeiffer, Wien: Wiener Frauenverlag 1993). Neuauflage Buenos Aires: Editorial Norma, 2002.
- Dios no nos quiere contentos. Barcelona: Ed. Lumen, 1979.
- Lo impenetrable. Buenos Aires: Torres Agüero Ed., 1984 und 1988.
- Después del día de fiesta. Barcelona/Buenos Aires: Seix Barral, 1994. Neuauflage: Buenos Aires: Editorial Norma, 2003.
- El mar que nos trajo. Buenos Aires: Editorial Norma, 2002.
- Promesas y desvaríos. Buenos Aires: Editorial Norma, 2004.

### Erzählungen
- Madrigal en Ciudad. Buenos Aires: Ed. Goyanarte, 1963.
- El desatino. Buenos Aires: Emecé Editores, 1965 (Premio Emecé).
- Lo mejor que se tiene. Buenos Aires: Grupo Edit. Norma, 1997 (Premio Academia Argentina de Letras en narrativa 1996/98).
- Escritos inocentes. Buenos Aires: Grupo Ed. Norma, 1999.

### Theaterstücke

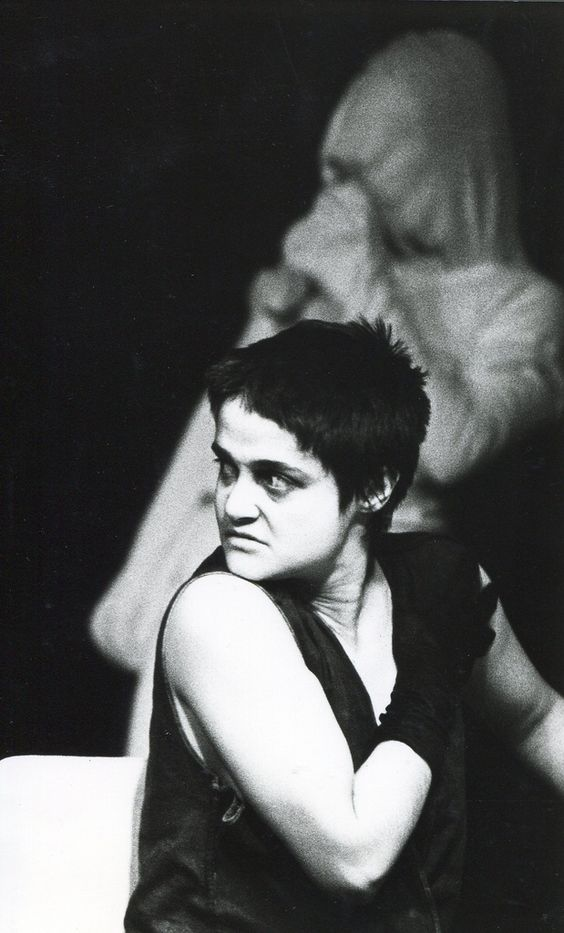
Angelique Rockas, Emma, El Campo, Internationalistisches Theater, London, 1981

- Teatro, Bd. 1 (enthält Real envido, La malasangre, Del Sol naciente). Buenos Aires: Edic. de la Flor, 1984. 3. Auflage 1997.
- Teatro, Bd. 2 (enthält Dar la vuelta, Información para extranjeros, Puesta en claro, sucede lo que pasa). Buenos Aires: Edic. de la Flor, 1987. 2. Auflage 1995.
- Teatro, Bd. 3 (enthält Viaje de invierno, Nosferatu, La gracia, El depojamiento, Antígona furiosa y otras piezas breves). Buenos Aires: Edic. de la Flor, 1989. 3. Auflage 1997.
- Teatro, Bd. 4 (enthält Las paredes, El desatino, Los siameses, El campo, Nada que ver). Buenos Aires: Edic. de la Flor, 1990.
- Teatro, Bd. 5 (enthält Efectos personales, Desafiar al destino, Morgan, Penas sin importancia). Buenos Aires: Edic. de la Flor, 1991.
- Teatro, Bd. 6 (enthält Atando cabos, La casa sin sosiego, Es necesario entender un poco) Buenos Aires: Edic. de la Flor, 1996/2003.
- Teatro, Bd. 7 (enthält No hay normales, En la columna, Pisar el palito, Para llevarle a Rosita, Cinco ejercicios para un actor, Almas) Buenos Aires: Edic. de la Flor, 2004

### Kinderliteratur
- La cola mágica. Buenos Aires: Ed. de la Flor, 1976.

### Anderes
- Conversaciones con chicos. Sobre la sociedad, los padres, los afectos, la cultura. Buenos Aires: Timerman Editores, 1976 (Gespräche mit Kindern). Neuauflage: Ediciones Siglo XX, 1983.

Viele ihrer Dramen und Romane sind übersetzt, u. a. ins Englische, Italienische, Tschechische, Polnische, Schwedische und Französische.

## Sekundärliteratur
- Poder, deseo y marginación. Aproximaciones a la obra de Griselda Gambaro. Buenos Aires: Puntosur, 1989.
- Lasala, Malena: Entre el desamparo y la esperanza. Una traducción filosófica a la estética de Griselda Gambaro. Buenos Aires: Ed. Biblos, 1992.
- Taylor, Diana: Theatre of Crisis. The University of Kentucky Press, 1992.
- Azor Hernández, Ileana: El Neogrotesco Argentino. Caracas: CELCIT, 1994.
- Contreras, Marta: Griselda Gambaro. Teatro de la descomposición. Universidad de Concepción (Chile), 1994.
- Mundani, Liliana: Las máscaras de lo siniestro. Córdoba (Arg.): Alción Editora.